# Trombe (torpilleur)
Pour les articles homonymes, voir Trombe.
La Trombe est un torpilleur d’escadre de classe Bourrasque, construit pour la marine française dans les années 1920. 

## Conception
Les navires de la classe Bourrasque avaient une longueur hors tout de 105,6 mètres, une largeur de 9,7 mètres et un tirant d'eau de 3,5 mètres. Les navires avaient un déplacement de 1320 tonnes à charge standard et 1825 tonnes à pleine charge. Ils étaient alimentés par deux turbines à vapeur à engrenages, chacune entraînant un arbre d'hélice, utilisant la vapeur fournie par trois chaudières du Temple. Les turbines ont été conçues pour produire 31000 chevaux (22800 kW), ce qui devait propulser les navires à 33 nœuds (61 km/h). Les navires transportaient suffisamment de mazout pour une autonomie de 3000 milles marins (5600 km) à 15 nœuds (28 km/h).
L’armement principal des navires de la classe Bourrasque consistait en quatre canons de 130 mm modèle 1919 dans des affûts simples blindés, une paire de canons à l’avant et une paire à l’arrière des superstructures. Leur armement antiaérien consistait en un canon de 75 mm modèle 1924. Les navires transportaient deux affûts triples de tubes lance-torpilles de 550 millimètres au milieu du navire. Une paire de toboggans pour grenades anti-sous-marines a été construite dans leur poupe, qui abritait seize grenades anti-sous-marines de 200 kilogrammes.

## Carrière
Pendant la Seconde Guerre mondiale, après la capitulation de la France face à l’Allemagne en juin 1940, la Trombe a servi dans la marine du régime de Vichy. Elle faisait partie des navires de la flotte française qui se sont sabordés à Toulon le 27 novembre 1942. Elle a ensuite été réparée par la Regia Marina (Marine royale italienne), qui a baptisé le navire FR 31. Lorsque l’armistice de Cassibile est signé, les réparations sont toujours en cours et la France libre demande la restitution du navire à la fin des travaux. Le 28 octobre 1943, la Trombe s’installe à Bizerte, à nouveau sous commandement français.
Le 16 avril 1945, au large des côtes de la Ligurie, la Trombe a été attaquée par un canot explosif MT et un torpilleur à moteur MTSM de la Marina Nazionale Repubblicana. Le MTM 548 a heurté la Trombe à tribord, tuant vingt hommes et causant de graves dommages. Elle a été remorquée jusqu’à Toulon, où les dommages ont été jugés irréparables. La Trombe a été démolie en 1950.